# هوویک آبراهامیان
هوویک آرگامی آبراهامیان (ارمنی: Հովիկ Արգամի Աբրահամյան؛ زادهٔ ۲۴ ژانویهٔ ۱۹۵۸) سیاست‌مدار اهل ارمنستان است. وی آبراهامیان از روز یکشنبه ۱۳ آوریل ۲۰۱۴ توسط سرژ سرکسیان، به مقام نخست‌وزیری ارمنستان منصوب شد.
وی پیش از این ریاست پارلمان این کشور را برعهده داشت بر اساس قوانین ارمنستان، نخست‌وزیر جدید این کشور نیازی به تأیید شدن از سوی پارلمان ندارد. آبراهامیان در تاریخ ۸ سپتامبر ۲۰۱۶ از سمت خویش استعفا داد. آبراهامیان همچنین نماینده دوره‌های اول و چهارم مجلس ملی جمهوری ارمنستان بوده‌است.

## زندگی‌نامه
در ۲۴ ژانویهٔ ۱۹۵۸ در مخچیان، استان آرارات به دنیا آمد . وی همچنین برنده نشان آنانیا شیراکاتسی، مدال مارشال باقرامیان و مدال یادبود نخست‌وزیر ارمنستان شده‌است